# Гай Авидий Нигрин (консул-суффект)
Гай Ави́дий Нигри́н (лат. Gaius Avidius Nigrinus; казнён в 118 году, Фавенция, Римская империя) — древнеримский государственный и политический деятель, консул-суффект 110 года. Происходил из знатной семьи, сделал блестящую карьеру, занимая ряд должностей в имперской администрации, но в итоге был казнён.

## Биография

### Происхождение, семья
Семья Нигрина происходила из города Фавенция, располагавшегося в области Эмилия. Его отцом был Гай Авидий Нигрин, занимавший должность проконсула Ахайи в правление Домициана, возможно, в 95 году. Дядей Гая был консул-суффект 93 года и легат-пропретор Британии между 97 и 100 годом Тит Авидий Квиет, а двоюродным братом — консул-суффект 111 года и проконсул Азии в 125—126 годах Тит Авидий Квиет. Родственники Нигрина состояли в дружеских отношениях с Плутархом и Плинием Младшим.
Нигрин был женат на Плавтии, которая в первом браке была замужем за консулом 106 года Луцием Цейонием Коммодом. В их браке родились две дочери, обе носившие имя Авидия. Одна из них вышла замуж за Луция Цейония Коммода, сына консула 106 года, позже усыновлённого императором Адрианом под именем Луций Элий Цезарь, но умершего раньше государя. Однако его сын Луций Вер стал соправителем Марка Аврелия и правил империей в 161—169 годах. Кроме Вера, у Нигрина был внук Гай Авидий Цейоний Коммод и две внучки — Цейония Фабия и Цейония Плавтия.

### Карьера
Авидий Нигрин был давним другом императора Траяна и его семьи. В 105 году он занимал должность народного трибуна. После этого Нигрин был направлен в качестве императорского легата в Ахайю, где, по всей видимости, занимался реорганизацией и стабилизацией управления региона в условиях экономических затруднений. Кроме того, позже он стал проконсулом этой провинции.
В 110 году Нигрин находился на посту консула-суффекта. До конца года он был отправлен в Дельфы в составе консультативного совета для того, чтобы помочь политику и историку Арриану в урегулировании пограничных споров между священными землями Дельф и соседними городами. В принятии решения Нигрин опирался на предыдущие аналогичные случаи, посетил спорные территории и заслушал показания свидетелей. Об этом событии сообщается в надписи из Дельф, составленной на греческом и латинском языках. Позже, возможно, в 114 году, он был назначен легатом-пропретором недавно созданной провинции Дакия и занимал эту должность вплоть до смерти Траяна (в 117 году). Во время его правления провинцией легат XIII «Парного» легиона Гай Юлий Квадрат Басс отразил нападения роксоланов, языгов и свободных даков.
В эпоху правления Траяна Нигрин был последовательным противником его наследника Адриана и считался «лучшим из сенаторов». После смерти Траяна, согласно постановлению сената, Авидий Нигрин, консул 113 года Луций Публилий Цельс, двукратный консул Авл Корнелий Пальма Фронтониан и бывший наместник Иудеи Лузий Квиет были казнены по обвинению в попытке покушения на нового императора, Адриана, и стремлении к трону. Сам Адриан, находившийся тогда в Сирии, отрицал свою причастность к убийству четырёх влиятельных сенаторов. Возможно, за ними стоял префект претория Публий Ацилий Аттиан. Казни нанесли серьёзный ущерб популярности Адриана, который отправил в отставку Аттиана.
Авидий Нигрин был предан смерти в своей родной Фавенции в 118 году.